# (35067) 1989 LL
(35067) 1989 LL est un astéroïde de la ceinture principale d'astéroïdes découvert en 1989.

## Description
(35067) 1989 LL a été découvert le 4 juin 1989 à l'observatoire Palomar, situé au nord de San Diego en Californie, par Eleanor Francis Helin.

### Caractéristiques orbitales
L'orbite de cet astéroïde est caractérisée par un demi-grand axe de 2,22 ua, un périhélie de 1,96 ua, une excentricité de 0,12 et une inclinaison de 6,63° par rapport à l'écliptique. Du fait de ces caractéristiques, à savoir un demi-grand axe compris entre 2 et 3,2 ua et un périhélie supérieur à 1,666 ua, il est classé, selon la JPL Small-Body Database, comme objet de la ceinture principale d'astéroïdes.

### Caractéristiques physiques
(35067) 1989 LL a une magnitude absolue (H) de 14,6 et un albédo estimé à 0,308.